# Doble fecundación

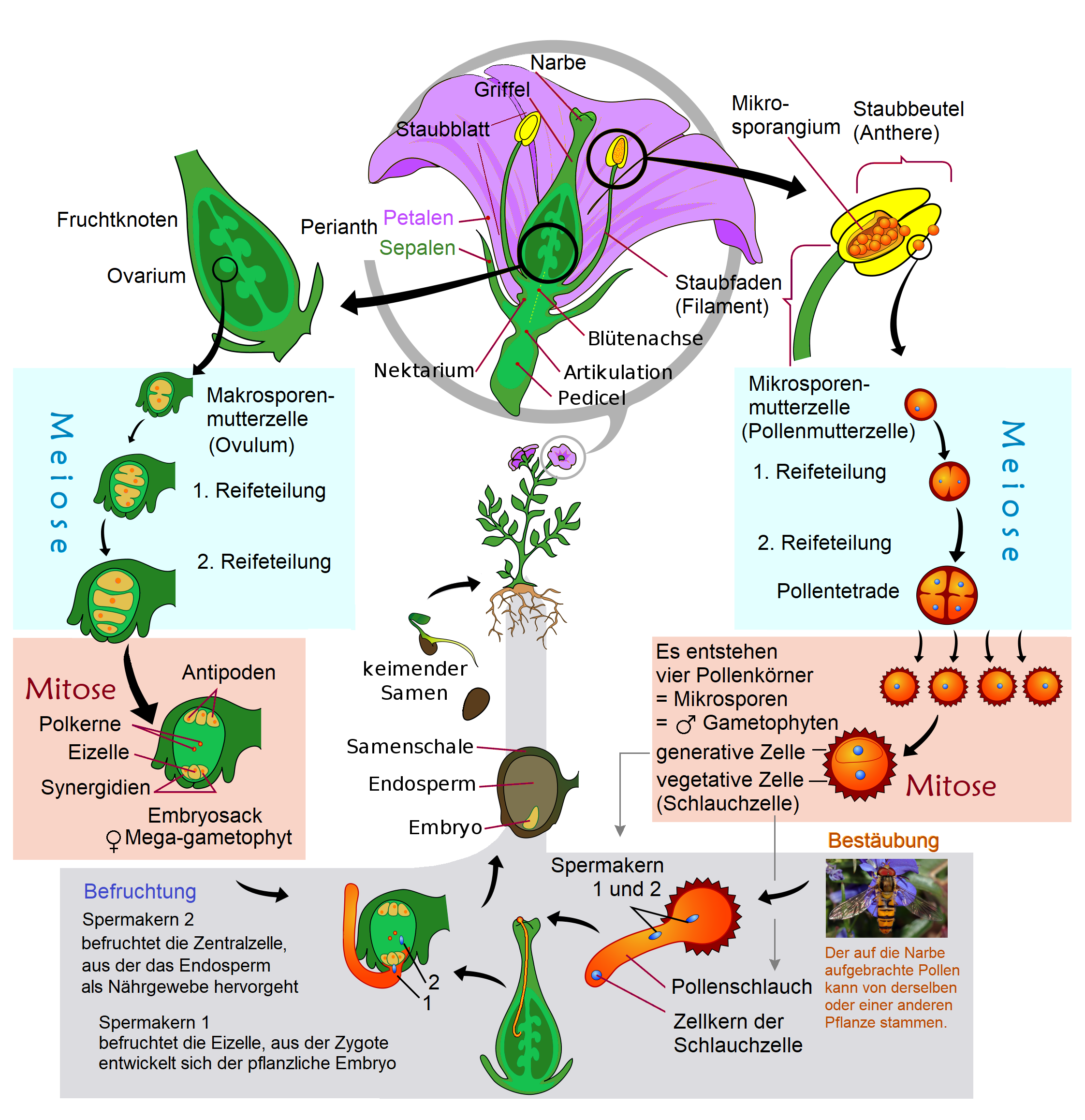
Ciclo de vida de plantas con flores con semillas cubiertas.

En Botánica, la doble fecundación es la forma típica de fecundación en las angiospermas y es el proceso por el cual uno de los núcleos generativos del gametofito masculino (grano de polen) se fusiona  con la oósfera para dar el cigoto (diploide), y el otro núcleo generativo se une con los núcleos polares de la célula central del saco embrionario para dar origen al núcleo triploide a partir del cual se desarrollará el endospermo. En las angiospermas, el gametofito femenino o saco embrionario está formado, en general, por 8 núcleos haploides distribuidos entre 7 células. La célula central del saco embrionario es la que contiene dos núcleos, los llamados núcleos polares. La célula generativa del saco embrionario es la oosfera u ovocélula. El gametofito masculino, en cambio, está formado en el momento de la polinización, por tres núcleos: un núcleo vegetativo y 2 núcleos generativos.
Debido a las dos fusiones de núcleos, se habla de doble fecundación. El cigoto formará el embrión luego de sucesivas divisiones mitóticas y el endospermo será el tejido nutricio encargado de soportar el crecimiento inicial del embrión. Ambos, el embrión y el endospermo, forman la semilla que dará origen a una nueva planta.
La doble fecundación fue descubierta por el botánico ruso Sergey Gavrilovich Navashin, quien trabajaba en ese momento en el Jardín botánico de la Universidad de Kiev (Ucrania) en el año 1898. Hasta hace poco, se creía que el fenómeno de doble fecundación era exclusivo de las angiospermas, pero recientemente se ha encontrado doble fecundación en Ephedra y en Gnetum, ambas gimnospermas. Al no ser parientes cercanos de las angiospermas, se ha hipotetizado que la doble fecundación apareció de modo independiente en los dos grupos.